# Caso Graham contra John Deere Co.
Caso Graham contra John Deere Co., 383 U.S. 1 (1966), es un caso en el que el Tribunal Supremo de Estados Unidos (en adelante, "el Tribunal") clarificó el requisito de «no obviedad» (en inglés: non-obviousness) de la ley de patentes de Estados Unidos.

## Hechos e historia procesal
El caso era en realidad un conjunto de apelaciones consolidadas de dos casos que se originaron en el mismo tribunal y trataban de cuestiones semejantes. El apelante nombrado, William T. Graham, había demandado a la compañía John Deere por violación de patentes. El invento en cuestión era una combinación de viejos elementos mecánicos: un aparato para absorber el choque de las rejas de arados durante el arado de terreno rocoso y así evitar daño al arado. Graham buscó resolver este problema fijando las rejas del arado a una abrazadera con muelle para permitirles moverse de forma flexible bajo el chasis del arado. Graham solicitó una patente para esta abrazadera con muelle, y en 1950 obtuvo la patente de Estados Unidos número 2.493.811 (a la que se refiere el Tribunal como "la patente '811"). Poco después, Graham hizo algunas mejoras sobre el diseño de la abrazadera al poner la bisagra plana por debajo del nivel del arado de reja en vez de por encima para minimizar el movimiento hacia afuera de la reja respecto a la bisagra. Solicitó una patente para esta mejora, y fue concedida en 1953 como la patente de Estados Unidos número 2.627.798 (a la que se refiere el Tribunal como "la patente '798"). Mientras la patente '798 de Graham había sido afirmada en un caso previo por el tribunal federal de apelaciones para el Quinto Circuito, el tribunal federal de apelaciones para el Octavo Circuito revocó la opinión del tribunal federal del distrito occidental de Misuri y sostuvo que la patente '798 era inválida y que John Deere Co. no la había violado. 
Las otras dos acciones que fueron consolidadas con el caso Graham (número 37, Calmar, Inc. v. Cook Chemical Co., y número 43, Colgate-Palmolive Co. v. Cook Chemical Co.) eran ambas acciones para obtener sentencias meramente declaratorias presentadas de forma contemporánea contra la compañía Cook Chemical. Calmar producía pulverizadores presionables para botellas de productos químicos tales como insecticidas, y Colgate-Palmolive era un comprador de tales pulverizadores. El inventor Baxter I. Scoggin, Jr. había asignado su patente para el diseño de un pulverizador a la compañía Cook Chemical. Calmar y Colgate-Palmolive buscaron una declaración de invalidez y no-violación de la patente, y Cook Chemical solicitó mantener una acción por violación de patente. La validez de la patente fue sostenida por el tribunal federal de primera instancia y el tribunal federal de apelaciones para el Octavo Circuito afirmó la decisión.

## Decisión

### Trasfondo del derecho de patentes en Estados Unidos
El magistrado Clark, escribiendo para la mayoría, en primer lugar explicó brevemente la historia y política detrás de la ley de patentes de Estados Unidos, comenzando con la Ley de Patentes de 1790. Explicó que la ley de patentes de Estados Unidos fue originada por Thomas Jefferson, quien basó sus ideas sobre el derecho de patentes en la preocupación utilitaria de promover innovación tecnológica en vez de proteger los derechos morales de los inventores a sus descubrimientos. Esto se debía principalmente a que Jefferson sospechaba de monopolios. Esta teoría legal fue incorporada en las palabras de la propia Constitución, en la cláusula de propiedad intelectual (artículo I, sección 8, cláusula 8). De esta manera, Jefferson quería que el monopolio limitado otorgado por una patente sólo se permitiera para inventos que eran nuevos, útiles, y avanzaban el conocimiento humano, y no para detalles pequeños y mejoras obvias. 

### La Ley de Patentes de 1952
Antes de la Ley de Patentes de 1952, el Congreso sólo requería novedad y utilidad para la emisión de una patente, y nunca había creado un requisito legal de no evidencia. Sin embargo, el Tribunal, en el caso de Hotchkiss v. Greenwood, 52 U.S. 248 (1850), invalidó una patente basándose en que implicaba sólo una sustitución de materiales en vez de una innovación real. En el caso Hotchkiss el Tribunal efectivamente añadió el requisito de no evidencia, y se dejaba al poder judicial determinar si la patente implicaba un invento no evidente. Después de este caso, el Tribunal emitió muchas decisiones con un criterio en desarrollo e impredecible de evidencia. Sólo con la entrada en vigor de la Ley de Patentes de 1952 se le dio al concepto de no evidencia un cierto grado de predictibilidad. 
La Ley de Patentes de 1952 añadió 35 U.S.C. § 103, el cual efectivamente codificó la no evidencia como un requisito para mostrar que una idea merece protección a través de una patente. El artículo esencialmente requiere una comparación de la materia que se busca patentar y el estado de la técnica para determinar si la materia de la patente en su conjunto habría sido evidente, en el momento de la invención, para una persona experta en la materia. Clark concluyó que el Congreso, con la aprobación del nuevo artículo, intentó codificar y clarificar el derecho común haciendo explícito el requisito de no evidencia.
Aunque la patentabilidad es una cuestión de derecho, el Tribunal concluyó que la sección 103 requería una determinación de las siguientes cuestiones de hecho para resolver la cuestión de evidencia: 
1. el ámbito y contenido del estado de la técnica;
2. las diferencias entre el invento reclamado y el estado de la técnica, y
3. el nivel de experiencia común en el estado de la técnica.

Además, el Tribunal mencionó "consideraciones secundarias" que podrían servir como prueba de no evidencia. Estas incluyen: 
1. éxito comercial;
2. necesidades sentidas desde hace tiempo pero no satisfechas, y
3. el fracaso de otros.

Sin embargo, el Tribunal reconoció que estas cuestiones probablemente necesitarían ser resueltas caso por caso, primero por la Oficina de Patentes y Marcas de Estados Unidos, y después por los tribunales.

### Aplicación de la ley a los hechos
Clark examinó entonces el historial y el estado de la técnica de los dos conjuntos de patentes implicados en el caso. En el caso de Graham, la patente '798 fue originalmente rechazada por el examinador de patentes al no ser suficientemente distinguible de la patente anterior '811. Las únicas dos reivindicaciones que diferían entre las dos patentes eran: (1) el estribo y la conexión con tornillo de la reja con la lámina de bisagra no aparecen en la patente '811; y (2) la posición de la reja está invertida, estando en la patente '811 por encima del nivel de la lámina de bisagra, entre ésta y la lámina superior. Un argumento que Graham presentó ante el tribunal, pero no ante la Oficina de Patentes, era que en el nuevo diseño '798, la flexibilidad del arado se limitaba a los puntos entre la abrazadera con muelle y la punta de la reja de arado, absorbiendo el choque de objetos duros sobre el terreno de forma más eficiente. El Tribunal rechazó este argumento e invalidó la patente '798 por dos razones: primero, Graham no había presentado este argumento sobre flexibilidad ante la Oficina de Patentes, y, segundo, las partes en la patente '798 servían el mismo propósito que las que las encontradas en el estado de la técnica.